# Mord in der Justizvollzugsanstalt Siegburg

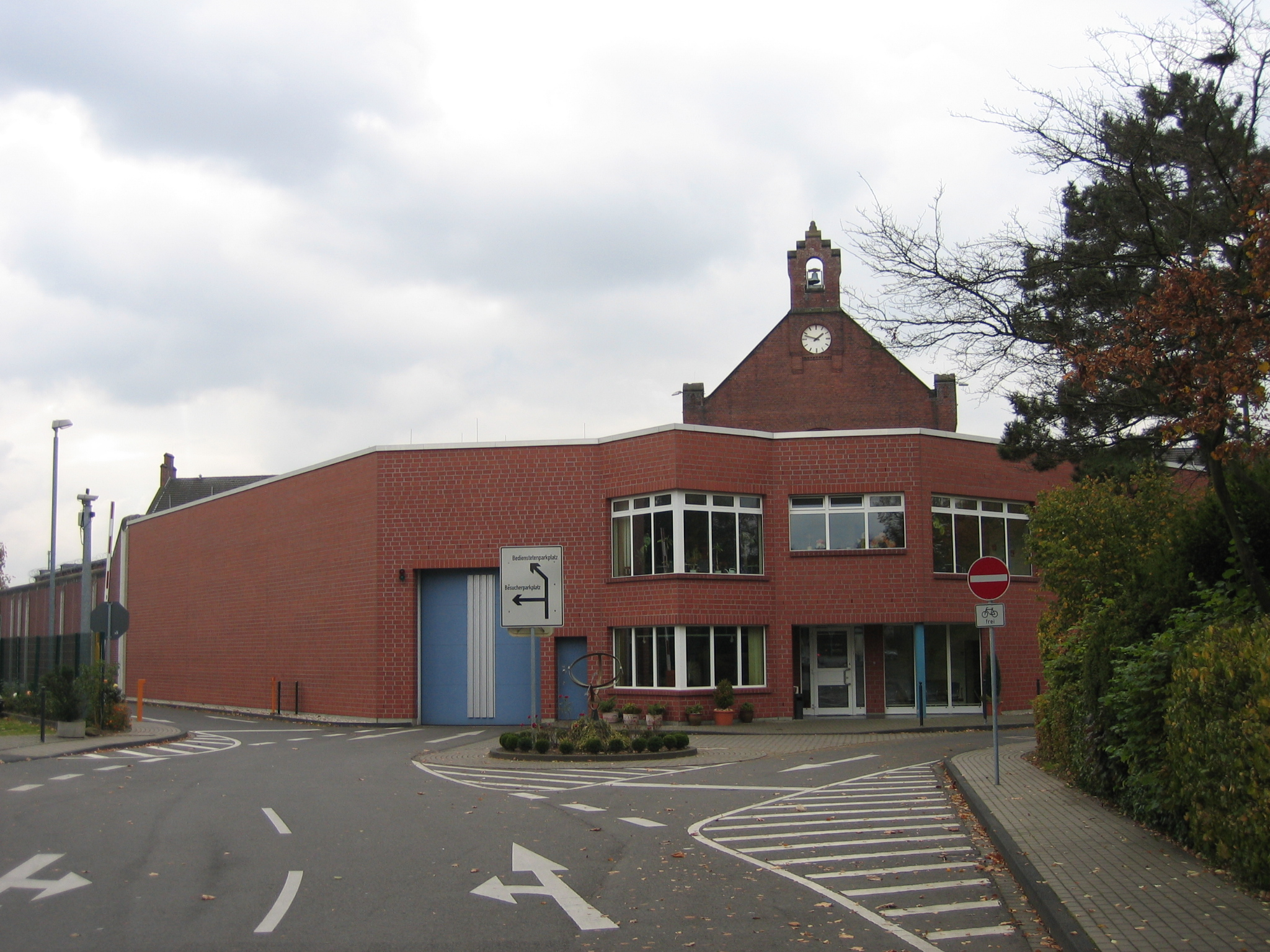
Die Justizvollzugsanstalt Siegburg

Der Mord in der Justizvollzugsanstalt Siegburg (in den Medien auch Foltermord von Siegburg oder Siegburger Foltermord genannt) ist der 2006 begangene Mord an dem 20 Jahre alten Insassen Hermann H. der Justizvollzugsanstalt Siegburg. Er wurde von drei Mitgefangenen in seiner Zelle systematisch gefoltert, vergewaltigt und schließlich ermordet, indem man ihn zwang, sich zu strangulieren. Das Verbrechen erregte bundesweit Aufsehen und löste Debatten zum Thema Überlastung und Personalmangel in deutschen Gefängnissen aus. Außerdem führte es zur Errichtung der den Maßstäben des Jugendstrafvollzugs entsprechenderen Justizvollzugsanstalt Wuppertal-Ronsdorf.

## Tatablauf
Die Tat ereignete sich in der Nacht vom 11. auf den 12. November 2006. Da die Tat an einem Wochenende und kurz nach Karnevalsbeginn geschah, waren zum Tatzeitpunkt lediglich vier Vollzugsbeamte in der gesamten JVA Siegburg im Einsatz. Die Zelle 104, in der der wegen Diebstahls zu einer sechsmonatigen Freiheitsstrafe verurteilte Hermann H. einsaß, wurde anfangs nur von ihm und einem weiteren Gefangenen, dem 20-jährigen Ralf H., bewohnt. Kurz vor der Tat wurden jedoch Pascal I. und Danny K., zwei weitere Gefangene, in die Zelle verlegt, die ihre Zelle wegen Umbauarbeiten verlassen mussten. Außer Hermann H. saßen alle anderen in der Zelle untergebrachten Gefangenen wegen Gewaltdelikten in der JVA Siegburg ein.
Hermann H. wurde ab Samstagmorgen über Stunden hinweg von seinen Mitinsassen gefoltert. So zwangen sie ihn, Salzwasser und Urin zu trinken, sein eigenes Erbrochenes und Zahnpasta zu essen und Speichel vom Toilettenrand zu lecken. Die Täter verprügelten Hermann H. unter anderem mit einer in ein Bettlaken eingewickelten Seife und führten ihm einen Besenstiel anal ein, was schwere innere Verletzungen verursachte. Pascal I. zwang Hermann H. außerdem, ihn oral zu befriedigen. Die Ereignisse in der Zelle blieben bis zum Morgen unentdeckt, obwohl ein Wachhabender die Zelle Medienberichten zufolge noch persönlich inspizierte, nachdem andere Gefangene sich über Lärm beschwerten.
Die Täter fertigten eine Liste an, auf der sie Argumente sammelten, die für und gegen eine Ermordung von Hermann H. sprachen. Schließlich beschlossen sie, Hermann H. umzubringen. In den frühen Morgenstunden zwangen sie Hermann H., zwei Abschiedsbriefe zu verfassen. Daraufhin versuchten sie mehrmals, das Opfer mit einem aus Kabeln geknoteten Strick an der Tür der Nasszelle aufzuhängen. Dadurch sollte vermutlich ein Suizid vorgetäuscht werden, der für die Täter zu Hafterleichterungen hätte führen können. Als dies nicht gelang, brachten die Täter Hermann H. dazu, sich an einem zum Strick gebundenen Bettlaken aufzuhängen.

## Prozess
Im Prozess vor dem Landgericht Bonn zeigten sich die Männer geständig. Am 4. Oktober 2007 fiel das Urteil. Der zum Tatzeitpunkt 17-jährige Danny K. wurde nach Jugendstrafrecht zur höchstmöglichen Freiheitsstrafe von zehn Jahren, Ralf A. zu 14 Jahren und der als Haupttäter betrachtete Pascal I. zu 15 Jahren Haft verurteilt. Keiner der beiden zur Tatzeit volljährigen Täter wurde, entgegen den Erwartungen, zu einer lebenslangen Freiheitsstrafe verurteilt. Dies begründete das Gericht damit, dass eine Wiedereingliederung beider Täter in die Gesellschaft möglich sei. Die Staatsanwaltschaft legte Revision gegen das Urteil beim Bundesgerichtshof ein, der am 13. August 2008 stattgegeben wurde. Die Entscheidung über das Strafmaß von Pascal I. wurde zurück an das Landgericht Bonn verwiesen, das ihn am 8. Mai 2009 erneut zu einer Freiheitsstrafe von 15 Jahren verurteilte, nun jedoch eine anschließende Sicherungsverwahrung vorbehielt.

## Folgen der Tat
Infolge der Tat eingeleitete Ermittlungsverfahren gegen die zum Tatzeitpunkt diensthabenden Vollzugsbeamten wurden bereits im April 2007 eingestellt, da die Staatsanwaltschaft kein juristisch relevantes Fehlverhalten erkennen konnte.
Die Tat löste Debatten zur Sicherheitslage in deutschen Gefängnissen und zu Themen wie Überbelegung und Personalmangel in den Justizvollzugsanstalten der Bundesrepublik aus, insbesondere, nachdem bekannt wurde, dass das wegen Diebstahls vorbestrafte Opfer mit einschlägig vorbestraften Gewalttätern in einer Zelle untergebracht war. Die nordrhein-westfälische Justizministerin Roswitha Müller-Piepenkötter (CDU) geriet zunehmend unter Druck, schloss einen Rücktritt allerdings aus. Nach der Tat wurde jedoch der damalige Anstaltsleiter, Wolfgang Neufeind, an eine andere Stelle versetzt. Im Jahr 2011 wurde erstmals ein Justizvollzugsbeauftragter eingesetzt, um die Landesregierung auf dem Gebiet des Strafvollzugs umfassend zu beraten.
Der Vorfall wurde von 2009 von dem Film Siegburg von Uwe Boll und ein Jahr später von dem Film Picco von Philip Koch aufgegriffen.
Im Übrigen hatte die Tat zur Folge, dass die auf den Jugendstrafvollzug ausgerichtete Justizvollzugsanstalt Wuppertal-Ronsdorf für jugendliche Straf- und Untersuchungsgefangene gebaut und Anfang August 2011 in Betrieb genommen wurde. Mittelfristig saßen dadurch in Siegburg keine jugendlichen und heranwachsenden Straftäter mehr ein und die Anstalt dient ausschließlich dem Erwachsenenvollzug. Zudem beschloss das Land Nordrhein-Westfalen, Gefangene im Jugendstrafvollzug nur noch in Einzelzellen unterzubringen.